# Basista
Basista is een gemeente in de Filipijnse provincie Pangasinan op het eiland Luzon. Bij de laatste census in 2007 had de gemeente ruim 28 duizend inwoners.

## Geografie

### Bestuurlijke indeling
Basista is onderverdeeld in de volgende 13 barangays:
| - Anambongan - Bayoyong - Cabeldatan - Dumpay - Malimpec East - Mapolopolo - Nalneran | - Navatat - Obong - Osmena Sr. - Palma - Patacbo - Poblacion |

## Demografie
Basista had bij de census van 2007 een inwoneraantal van 28.104 mensen. Dit zijn 1.488 mensen (5,6%) meer dan bij de vorige census van 2000. De gemiddelde jaarlijkse groei komt daarmee uit op 0,75%, hetgeen lager is dan het landelijk jaarlijks gemiddelde over deze periode (2,04%).